# جوزيف ديكسون (سياسي)
جوزيف ديكسون (بالإنجليزية: Joseph Dixon)‏ هو قاضي وسياسي أمريكي، ولد في 9 أبريل 1828، وتوفي في 3 مارس 1883. حزبياً، نشط في الحزب الجمهوري. وقد انتخب عضو مجلس نواب كارولينا الشمالية وانتخب عضو مجلس النواب الأمريكي.